# 加賀藩
加賀藩（日语：／ Kaga han */?）是日本江戶時代，領有加賀國、能登國、越中國三國大半（相當于現石川县、富山县全域）作為領土的藩，也是江戶時代最大的藩，被譽爲「加賀百萬石」。藩主夫人芳春院（前田利家正室，前田松）去世後，作爲芳春院的化粧領（化妝費用），近江國弘川村（現在的滋賀縣高島市今津町）也成為藩的領地之一。

## 概要

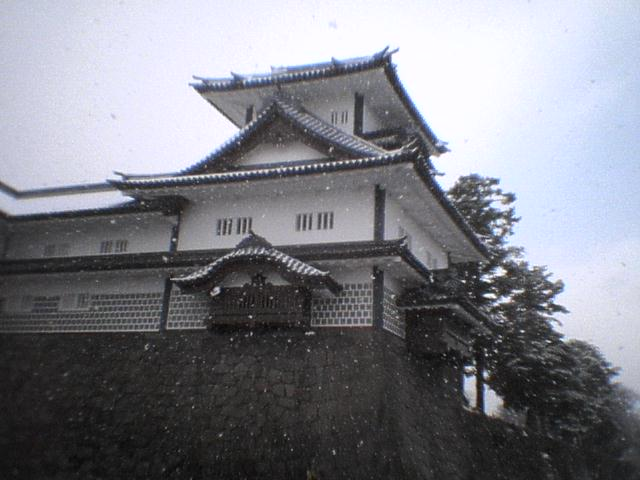
加賀藩藩廳金澤城

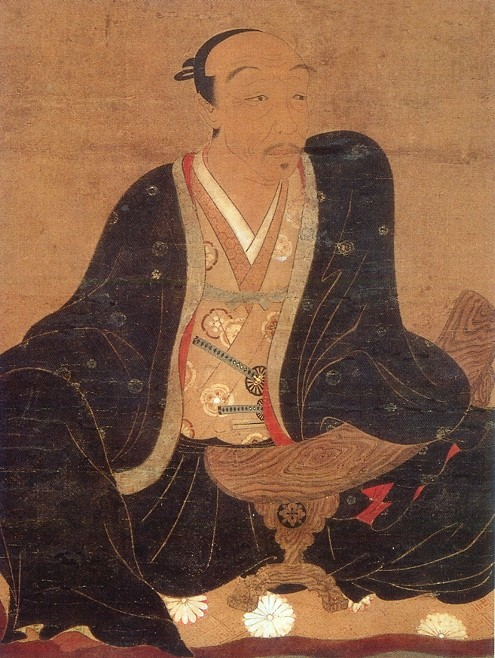
加賀藩藩祖前田利家

加賀藩的藩主的居城金澤城（金澤市）位於加賀國，因此在明治二年（1869年）版籍奉還後，也被稱為金澤藩。
加賀藩是前田氏所領，受到的待遇和德川御三家一樣。加賀雖然是外樣大名卻和德川將軍家有很深的姻親關係，因此後來以準親藩的地位被賜與了苗字松平和葵紋。從四代前田光高開始以後的藩主都拜領了幕府將軍名諱中的一個字。同時，加賀藩領一百零二萬五千石，是所有大名中領地石高最大的一個。

## 藩史
起初是織田信長封給藩祖前田利家能登國二十一萬石。天正十一年（1583年）賤岳之戰後，利家投降於豐臣秀吉之下，領加賀兩郡。天正十三年（1585年）時與佐佐成政作戰而建立功勳的利家嫡子前田利長封於越中，跨越三國領一百萬石的前田家領地的原形形成。
慶長四年（1599年）前田利家去世後，前田家分為，領加賀東部和越中共計八十三萬石的前田利長（宗家）和其弟領能登二十一萬石的前田利政（分家）。
翌年，慶長五年（1600年）的關原之戰，利長屬於東軍，利政屬於西軍，不論哪一方輸，前田家都能存活下去。結果，西軍敗給東軍，在西軍的利政的領地遭沒收。後來，利長領利政的舊領土和西軍大名的加賀西部舊領土，獲得三國一百二十萬石的領地。
之後，三代前田利常（利長的異母弟）隱居時，分出了兩個支藩。利常和正室德川珠姬所生的次子前田利次封越中富山藩十萬石，三子前田利治封加賀大聖寺藩七萬五千石，前田宗家的加賀藩因此降為一百零二萬五千石。
在利常時代，支配機構的整備讓藩體制確立。利常的孫子前田綱紀，招聘了不少學者，是振興學問的名君，在綱紀時代也建造了兼六園。
幕府末年，大政奉還時，加賀藩本來是支持幕府方的德川慶喜。不過，幕府方在鳥羽伏見之戰敗北後，加賀藩轉投靠新政府的北陸鎮撫軍。
明治四年（1871年）廢藩置縣時，加賀藩改為金澤縣。不久之後與新川縣、大聖寺縣合併成為石川縣。明治十六年（1883年）舊越中四郡設置為富山縣。
明治十七年（1884年），舊藩主前田家根據貴族令成為了侯爵。

## 歷代藩主
※官位從初次的官位到最後的官位（包含死後追封的官位）
1. 前田利家（としいえ）〔從四位下～從二位，左近衛權少將兼筑前守～權大納言〕
2. 前田利長（としなが）〔從五位下～從三位，肥前守～權中納言〕
3. 前田利常（としつね）〔從四位下～從三位，侍從筑前守～權中納言～肥前守〕
4. 前田光高（みつたか）〔正四位下，左近衛權少將兼筑前守〕
5. 前田綱紀（つなのり）〔正四位下～從三位，左近衛權少將兼加賀守～參議～肥前守〕
6. 前田吉德（よしのり）〔正四位下，左近衛權少將兼若狹守～參議〕
7. 前田宗辰（むねとき）〔正四位下，左近衛權少將兼佐渡守～左近衛權中將兼加賀守〕
8. 前田重熙（しげひろ）〔從五位下～正四位下，但馬守～左近衛權中將兼加賀守〕
9. 前田重靖（しげのぶ）〔從五位下～正四位下，上總介～左近衛權少將兼加賀守〕
10. 前田重教（しげみち）〔正四位下，左近衛權少將兼加賀守～左近衛權中將兼肥前守〕
11. 前田治修（はるなが）〔正四位下，左近衛權少將兼加賀守～參議〕
12. 前田齊廣（なりなが）〔正四位下，從左近衛權少將兼筑前守、左近衛權中將兼加賀守～左近衛權中將兼肥前守〕
13. 前田齊泰（なりやす）〔正四位下～從二位，左近衛權少將兼若狹守～右近衛權中將兼加賀守～權中納言〕
14. 前田慶寧（よしやす）〔正四位下～從三位，左近衛權少將兼筑前守～左近衛權中將兼加賀守～參議〕

| 次                   | 姓名     | 父母                  | 生卒年        | 任免年            | 諡號   | 院號                   | 子嗣    |
| -------------------- | -------- | --------------------- | ------------- | ----------------- | ------ | ---------------------- | ------- |
| 藩祖                 | 前田利家 | 父前田利昌 母長齡院   | 1539年—1599年 | —                 | —      | 高德院桃雲淨見大居士   | 6子9女  |
| 1                    | 前田利長 | 父前田利家 母芳春院   | 1562年—1614年 | 1599年—1605年     | —      | 瑞龍院殿聖山英賢大居士 | 無子女  |
| 2                    | 前田利常 | 父前田利家 母壽福院   | 1594年—1658年 | 1605年—1639年     | —      | 微妙院殿一峯克嚴大居士 | 4子6女  |
| 3                    | 前田光高 | 父前田利常 母天徳院   | 1616年—1645年 | 1639年—1645年     | —      | 陽廣院殿將嚴天良大居士 | 2子     |
| 4                    | 前田綱紀 | 父前田光高 母清泰院   | 1643年—1724年 | 1645年—1723年     | —      | 松雲院殿德翁一齋大居士 | 5子4女  |
| 5                    | 前田吉德 | 父前田綱紀 母町姬     | 1690年—1745年 | 1723年—1745年     | —      | 護國院殿佛鑑法性大居士 | 10子4女 |
| 6                    | 前田宗辰 | 父前田吉德 母淨珠院   | 1725年—1747年 | 1745年—1746年     | —      | 大應院殿梅觀雪峯大居士 | 無子女  |
| 7                    | 前田重熙 | 父前田吉德 母心從院   | 1729年—1753年 | 1746年—1753年5月  | —      | 謙德院殿緝甫尚古大居士 | 無子女  |
| 8                    | 前田重靖 | 父前田吉德 母善良院   | 1735年—1753年 | 1753年5月—10月    | —      | 天珠院殿嘯月仁勇大居士 | 無子女  |
| 9                    | 前田重教 | 父前田吉德 母流瀨     | 1741年—1786年 | 1753年10月—1771年 | —      | 泰雲院殿仁山彭壽大居士 | 2子2女  |
| 10                   | 前田治脩 | 父前田吉德 母常春院   | 1745年—1810年 | 1771年—1802年     | —      | 太梁院殿俊山德英大居士 | 無子女  |
| 11                   | 前田齊廣 | 父前田重教 母貞琳院   | 1782年—1824年 | 1802年—1822年     | —      | 金龍院文古雲遊大居士   | 1子7女  |
| 12                   | 前田齊泰 | 父前田齊廣 母榮操院   | 1811年—1884年 | 1822年—1866年     | 溫敬公 | —                      | 12子2女 |
| 13                   | 前田慶寧 | 父前田齊泰 母溶姬     | 1830年—1874年 | 1866年—1871年     | 恭敏公 | —                      | 1子4女  |
| 以下起為金澤前田侯爵 |          |                       |               |                   |        |                        |         |
| 14                   | 前田利嗣 | 父前田慶寧 母顯光院   | 1858年—1900年 | 1871年—1900年     | —      | —                      | 1女     |
| 15                   | 前田利為 | 父前田利豁 母綠操院   | 1885年—1942年 | 1900年—1942年     | —      | —                      | 2子4女  |
| 以下起為金澤前田宗家 |          |                       |               |                   |        |                        |         |
| 16                   | 前田利建 | 父前田利為 母前田渼子 | 1908年—1989年 | 1942年—1989年     | —      | —                      | 1子     |
| 17                   | 前田利祐 | 父前田利建 母黑田政子 | 1935年—       | 1989年—2023年     | —      | —                      | 1男2女  |
| 18                   | 前田利宜 | 父前田利祐 母牧萬里子 | 1963年—       | 2023年—           | —      | —                      |         |

## 家臣
加賀藩的直臣，大致區分為人持組頭、人持組、平士、步卒。人持組頭只有八家，全都俸祿在一萬石以上的藩中的重臣，別名加賀八家（與藩政有關時）。人持組，有時候也會擔任家老等重職，因此也是高俸祿。擁有一萬石以上俸祿的佔少數，俸祿有一千石左右較多，人持組約有七十家。

### 人持組頭
- 本多家（五萬石）－家祖為本多正信的次子本多政重。
- 長家（三萬三千石）－家祖為利家在七尾城主時期，幫助利家的長連龍。
- 橫山家（三萬石）－活躍於加賀藩與幕府的交涉。
- 前田對馬守家（一萬八千石）－家祖為前田長種，其正室為利家的長女幸。
- 奧村河內守家（一萬七千石）－奧村宗家，前田家代代的譜代家臣。家祖為奧村永福。
- 村井家（一萬六千五百石）－家祖為村井又兵衛（村井長賴），利家在尾張時代便是家臣。
- 奧村內膳家（一萬兩千石）－奧村的分家。
- 前田土佐守家（一萬一千石）－家祖為利家的次男前田利政。

### 主要的人持組
- 今枝內記（一萬四千石）
- 本多刑部（一萬石）
- 橫山藏人（一萬石）
- 成瀨掃部（八千石）
- 青山將監（七千六百五十石）
- 前田圖書（七千石）
- 山崎莊兵衛（五千五百石）－朝倉義景的遺臣。
- 玉井賴母（五千石）－原本是支藩，大聖寺藩的筆頭家老，不過，隨著大聖寺藩的經費削減，被送回本藩。
- 伴八矢（五千石）
- 不破彥三（四千五百石）－家祖為不破光治的嫡子，不破直光。
- 大音帶刀（四千三百石）
- 松平大貳（四千石）
- 生駒勘右衛門（三千石）
- 筱原監物（三千石）
- 前田監物（三千石）

## 關聯項目
- 藩列表
- 利家與松
- 武士的家計簿 「加賀藩御算用者」之幕末維新（武士の家計簿 「加賀藩御算用者」の幕末維新/電影「武士的家用帳」）

## 延伸閱讀
- Brown, Philip C. (1993). Central authority and local autonomy in the formation of early modern Japan: the case of Kaga domain. Stanford, California: Stanford University Press.
- Chūda Toshio 忠田敏男 (1993). Sankin kōtai dōchūki: Kaga-han shiryō o yomu 参勤交代道中記: 加賀藩史料を読む. Tokyo: Heibonsha 平凡社.
- Flershem, Robert G., and Yoshiko N. Flershem (1980). Kaga, a domain which changed slowly. Hamburg: Gesellschaft für Natur und Völkerkunde Ostasiens.
- McClain, James L. (1982). Kanazawa : a seventeenth-century Japanese castle town. New Haven: Yale University Press.

## 外部連結
- 加賀殿再訪 東京大学本郷キャンパスの遺跡（页面存档备份，存于）（東京大学コレクションX）

加賀藩江戸上屋敷遺跡的考古調查